# Diamant Boart
Diamant Boart S.A. is een van oorsprong Belgische onderneming in productie en verdeling van diamanten gereedschappen voor de bouwmarkt. Het bedrijf is onderdeel van Electrolux, ondergebracht in de Husqvarna-groep en zetelt in Brussel.

## Geschiedenis
Het bedrijf werd in 1937 opgericht en startte met de ontwikkeling van gereedschappen en machines voor industriële toepassing, door gebruik te maken van boart, diamant van lage kwaliteit die gevonden wordt in de diamantmijnen in Congo. Later werd in de jaren ’60 synthetische diamant ontwikkeld voor industrieel gebruik ter vervanging van de natuurlijke diamant;
In mei 2002 nam Electrolux Diamant Boart over van de durfkapitaalgroep Candover.  Diamant Boart had op dat moment ca 2000 werknemers in dienst en was een van de toonaangevende bedrijven van de wereld in het vakgebied. Electrolux bracht vervolgens het bedrijf onder in zijn divisie "Husqvarna Construction", dat vervolgens in 2006 als aparte groep Husqvarna naar de beurs werd gebracht.

## Varia
De gasexplosie van Gellingen op 30 juli 2004 vond plaats nabij een fabriek van deze firma. Hierbij werd deze fabriek verwoest.